# Le Bonheur en chansons
Albums de Mireille Mathieu
Une vie d'amour
(6 octobre 2014) Mireille Mathieu
(24 octobre 2014)
Le Bonheur en chansons est une compilation de la chanteuse française Mireille Mathieu vendue en supplément du magazine Nous Deux le 21 octobre 2014. Annoncée sur le site officiel de la chanteuse, cette compilation compte notamment Vai Colomba Bianca en version française comme inédit.

## Chansons de la compilation
| 1.                     | J'ai gardé l'accent              | Gaston Bonheur, Jean Bernard           | 3:33 |
| 2.                     | Roma Roma Roma                   | B. Rafles, Christian Bruhn             | 3:23 |
| 3.                     | La Paloma adieu                  | Catherine Desage, Christian Bruhn      | 3:54 |
| 4.                     | La vie en rose                   | Édith Piaf, Louiguy                    | 3:51 |
| 5.                     | L'anniversaire                   | Pierre Giannoli, Alice Dona            | 3:52 |
| 6.                     | Chante pour le soleil            | Claude Lemesle, Zurana                 | 3:25 |
| 7.                     | Danse la France                  | Eddy Marnay, Don Costa                 | 3:05 |
| 8.                     | Le canotier de Maurice Chevalier | Eddy Marnay, Raymond Bernard           | 5:18 |
| 9.                     | Viens chanter pour le bon Dieu   | Charles Level, Jean Claudric           | 3:41 |
| 10.                    | Tu chanteras demain              | Eddy Marnay, Jean Claudric             | 3:12 |
| 11.                    | L'homme est un dieu              | Christophe Bardy, David Clément-Bayard | 4:05 |
| 12.                    | Vai Colomba Bianca               | Michael Kunze, Michel Cretu            | 4:07 |
| 45 minutes 26 secondes |                                  |                                        |      |